# Списак генерала Војске Кнежевине и Краљевине Србије
Списак особа које су у имале генералске чинове у Војскама Кнежевине и Краљевине Србије (ВКС), од оснивања, 29. маја 1837. до уједињена у Краљевину Срба, Хрвата и Словенаца 1. децембра 1918. године.
напомена: Генералски чинови у ВКС су били — војвода (армијски генерал) и генерал (генерал-мајор, генерал-дивизијар).

### Генерали и војводе
- Ранко Алимпић (1826—1882), генерал. Активна служба у ВКС престала му је 1878.
- Јован Анђелковић (1840—1885), генерал. Преминуо на дужности.
- Вукоман Арачић (1850—1915), генерал. Преминуо на дужности.
- Јован Атанацковић (1848—1921), генерал. Активна служба у ВКС престала му је 1917.
- Јован Белимарковић (1827—1906), генерал. Активна служба у ВКС престала му је 1903.
- Миливоје Петровић Блазнавац (1824—1873), генерал. Преминуо на дужности.
- Антоније Богићевић (1836—1916), генерал. Активна служба у ВКС престала му је 1903.
- Милош Божановић (1863—1922), генерал. Активна служба у ВКС престала му је 1917.
- Петар Бојовић (1858—1945), војвода. Наставио службу у Краљевини СХС.
- Павле Бошковић (1849—1923), генерал. Активна служба у ВКС престала му је 1901.
- Милош Васић (1859—1935), дивизијски генерал. До 1918. генерал. Наставио службу у Краљевини СХС.[б]
- Јеврем Велимировић (1845—1913), генерал. Активна служба у ВКС престала му је 1902.
- Илија Гојковић (1854—1917), генерал. Преминуо на дужности.
- Пантелија Грујић (1866—1958), дивизијски генерал. До 1918. генерал. Наставио службу у Краљевини СХС.[в]
- Сава Грујић (1840—1913), генерал. Активна служба у ВКС престала му је 1906.
- Драгутин Димитријевић (1865—1921), генерал. Наставио службу у Краљевини СХС.
- Ђуро Докић (1873—1946), армијски генерал. До 1918. генерал. Наставио службу у Краљевини СХС.[г]
- Ђорђе Ђорђевић (1863—1935), дивизијски генерал. До 1918. генерал. Наставио службу у Краљевини СХС.[д]
- Илија Ђукинић (1839—1911), генерал. Активна служба у ВКС престала му је 1903.
- Димитрије Ђурић (1838—1893), генерал. Преминуо на дужности.
- Војислав Живановић (1870—1932), дивизијски генерал. До 1918. генерал. Наставио службу у Краљевини СХС.[ђ]
- Михаило Живковић (1856—1930), генерал. Активна служба у ВКС престала му је 1918.
- Франтишек Зах (1807—1892), генерал. Активна служба у ВКС престала му је 1883.
- Стеван Здравковић (1835—1900), генерал. Активна служба у ВКС престала му је 1896.
- Божидар Јанковић (1849—1920), генерал. Наставио службу у Краљевини СХС.
- Младен Јанковић (?—?), генерал. Активна служба у ВКС престала му је 1900.
- Бранко Јовановић (1868—1921), генерал. Наставио службу у Краљевини СХС.
- Милутин Јовановић (1828—1888), генерал. Активна служба у ВКС престала му је 1886.
- Владимир Кондић (1863—1940), генерал. Активна служба у ВКС престала му је 1915.
- Лазар Лазаревић (1850—1911), генерал. Активна служба у ВКС престала му је 1905.
- Милојко Лешјанин (1830—1896), генерал. Активна служба у ВКС престала му је 1888.
- Стеван Луковић (1844—1925), генерал. Активна служба у ВКС престала му је 1894. Реактивиран 1912. и поново пензионисан 1918.
- Михаило Магдаленић (1846—1927), генерал. Активна служба у ВКС престала му је 1901.
- Милутин Мариновић (1861—1944), генерал. Наставио службу у Краљевини СХС.[е]
- Светомир Матић (1870—1931), армијски генерал. До 1918. генерал. Наставио службу у Краљевини СХС.[ж]
- Мирослав Милисављевић (1868—1929), армијски генерал. До 1918. генерал. Наставио службу у Краљевини СХС.[з]
- Љубомир Милић (1861—1949), дивизијски генерал. До 1918. генерал. Наставио службу у Краљевини СХС.[и]
- Константин Миловановић (1847—1905), генерал. Активна служба у ВКС престала му је 1897.
- Драгутин Милутиновић (1865—1941), дивизијски генерал. До 1918. генерал. Наставио службу у Краљевини СХС.[ј]
- Чедомиљ Миљковић (1849—1909), генерал. Активна служба у ВКС престала му је 1902.
- Ђорђе Михаиловић (?—?), генерал. Активна служба у ВКС престала му је 1912.
- Милош Михаиловић (1872—1946), дивизијски генерал. До 1918. генерал. Наставио службу у Краљевини СХС.[к]
- Живојин Мишић (1855—1921), војвода. Наставио службу у Краљевини СХС.
- Петар Мишић (1863—1921), генерал. Наставио службу у Краљевини СХС.
- Јован Мишковић (1844—1908), генерал. Активна служба у ВКС престала му је 1897.
- Василије Мостић (1848—1901), генерал. Активна служба у ВКС престала му је 1900.
- Миливоје Николајевић (1861—1936), дивизијски генерал. До 1923. генерал. Наставио службу у Краљевини СХС.[л]
- Тихомиљ Николић (1832—1886), генерал. Преминуо на дужности.
- Милован Павловић (1842—1903), генерал. Преминуо на дужности.
- Стеван Пантелић (1839—1929), генерал. Активна служба у ВКС престала му је 1898.
- Јован Петровић (1843—1902), генерал. Преминуо на дужности.
- Лазар Петровић (1850—1903), генерал. Преминуо на дужности.
- Петар Пешић (1871—1944), армијски генерал. До 1918. генерал. Наставио службу у Краљевини СХС.[љ]
- Љубомир Покорни (1872—1944), дивизијски генерал. До 1918. генерал. Наставио службу у Краљевини СХС.[м]
- Дамјан Поповић (1857—1928), генерал. Активна служба у ВКС престала му је 1917.
- Коста Протић (1831—1892), генерал. Преминуо на дужности.
- Радомир Путник (1847—1917), војвода. Преминуо на дужности.
- Михаило Рашић (1858—1932), дивизијски генерал. До 1918. генерал. Наставио службу у Краљевини СХС.[н]
- Крста Смиљанић (1868—1944), армијски генерал. До 1918. генерал. Наставио службу у Краљевини СХС.[њ]
- Леонид Соларевић (1854—1929), генерал. Активна служба у ВКС престала му је 1918.
- Михаило Срећковић (1843—1920), генерал. Активна служба у ВКС престала му је 1906.
- Божидар Срећковић (1869—1943), дивизијски генерал. До 1918. генерал. Наставио службу у Краљевини СХС.[о]
- Степа Степановић (1856—1929), војвода. Наставио службу у Краљевини СХС.
- Душан Стефановић (1870—1951), дивизијски генерал. До 1918. генерал. Наставио службу у Краљевини СХС.[п]
- Никодије Стефановић (1848—1918), генерал. Преминуо на дужности.
- Божидар Терзић (1867—1939), армијски генерал. До 1918. генерал. Наставио службу у Краљевини СХС.[р]
- Петар Топаловић (1840—1891), генерал. Преминуо на дужности.
- Милан Туцаковић (1871—1936), армијски генерал. До 1918. генерал. Наставио службу у Краљевини СХС.[с]
- Драгутин Франасовић (1842—1914), генерал. Активна служба у ВКС престала му је 1903.
- Стеван Хаџић (1868—1931), армијски генерал. До 1918. генерал. Наставио службу у Краљевини СХС.[т]
- Ђуро Хорватовић (1835—1895), генерал. Активна служба у ВКС престала му је 1888.
- Димитрије Цинцар-Марковић (1849—1903), генерал. Преминуо на дужности.
- Павле Јуришић Штурм (1848—1922), генерал. Наставио службу у Краљевини СХС.

### Почасни генерали
- Јован Драгашевић (1843—1903), генерал. До 1900. пуковник.
- Марко Катанић (1830—1907), генерал. До 1888. пуковник.
- Иполит Монден (1811—1900), генерал. До 1898. пуковник.
- Павле Најдановић (1849—1910), генерал. До 1892. пуковник.
- Јован Прапорчетовић (1843—1903), генерал. До 1894. пуковник.
- Љубивоје Перишић (1846—1921), генерал. До 1897. пуковник.
- Владимир Угричић (?—?), генерал. До 1898. пуковник.
- Павле Шафарик (1846—1902), генерал. До 1895. пуковник.

### Династијски носиоци генералског чина
- Јеврем Обреновић (1790—1856), генерал-дивизијар.[ћ]
- Јован Обреновић (1786—1850), генерал-дивизијар.[у]
- Краљ Милан Обреновић (1854—1901), армијски генерал. До 1900. генерал.[ф]
- Краљ Александар Обреновић (1876—1903), војвода. Од 1901. године, по увођењу чина за врховног команданта.
- Краљ Петар I Карађорђевић (1844—1921), војвода. Од 1903. године, по преузимању дужности шефа државе.
- Краљ Александар I Карађорђевић (1888—1934), генерал. До 1918. пуковник.[х]
- Кнез Арсен Карађорђевић (1859—1938), генерал. До 1912. пуковник.

### Династијски носиоци почасног генералског чина
- Краљ Никола I Петровић Његош (1844—1921), генерал. Од 1910. године.